# Openbare werken (algemeen)

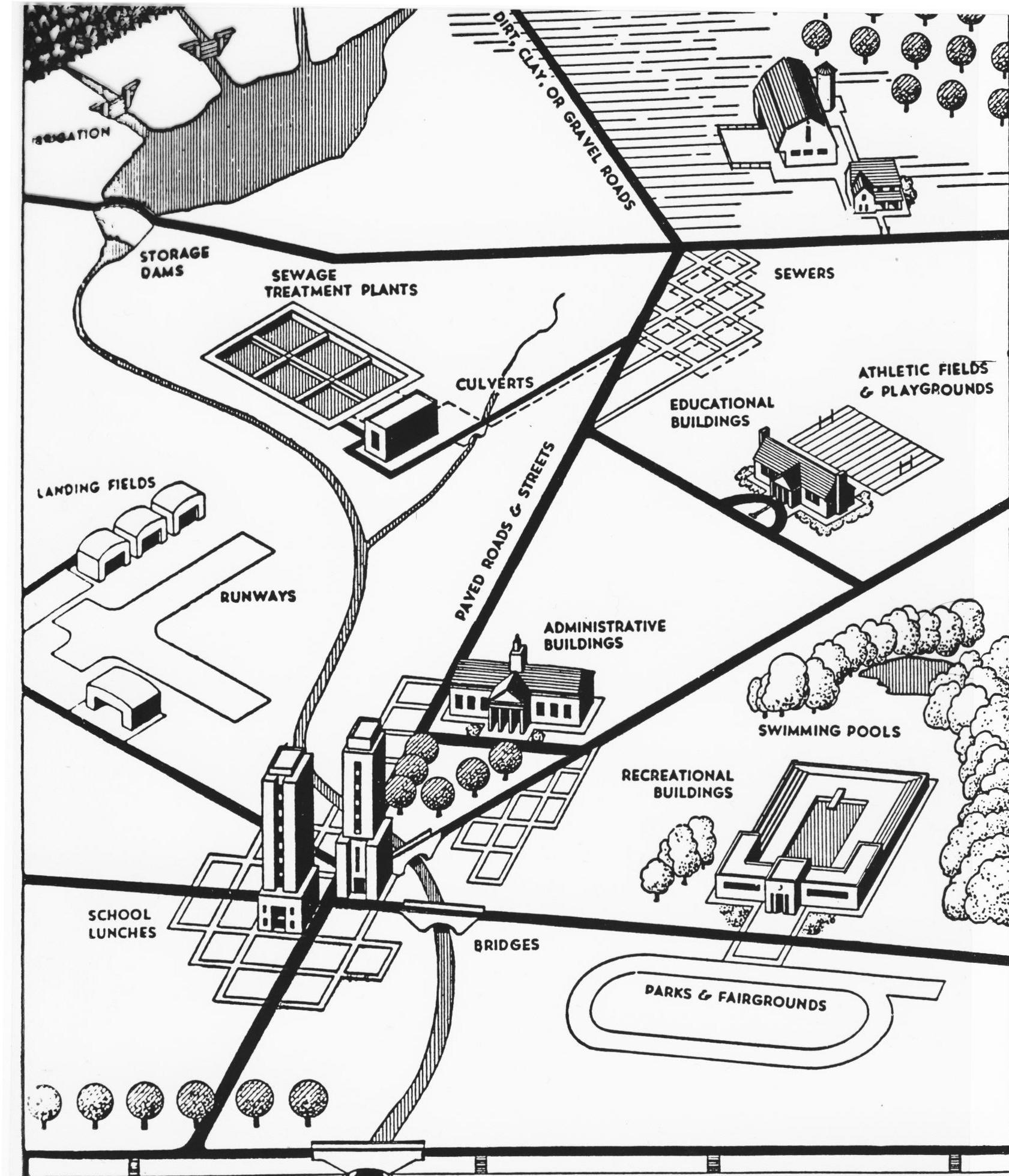
Affiche van de Amerikaanse overheid uit 1940, dat de resultaten van de Works Progress Administration weergeeft

Openbare werken of publieke werken verwijst naar een brede categorie van infrastructuurprojecten, gefinancierd en uitgevoerd door de overheid. Met openbare werken kunnen verschillende doelen worden nagestreefd, zoals recreatie en bevordering van de werkgelegenheid, de gezondheid en de veiligheid voor de samenleving. 
Tot openbare werken behoren openbare gebouwen (gemeentehuizen, scholen, ziekenhuizen), transportinfrastructuur (wegen, spoorlijnen, bruggen, pijpleidingen, kanalen, havens, vliegvelden), nutsdiensten (waterleidingen, rioolwaterzuiveringsinstallaties, het elektriciteitsnet, dammen), openbare ruimtes (pleinen, parken, stranden), alsook andere fysieke voorzieningen.
Een voorbeeld van een programma waarin openbare werken werden aangelegd is de New Deal in de Verenigde Staten de jaren 30, uitgevoerd door de Public Works Administration.
Van 1950 tot 1984 werden in Zuid-Italië openbare werken gefinancierd door de Cassa del Mezzogiorno, met wisselend succes.